# Grégory Féret
Pour les articles homonymes, voir Féret.
Grégory Féret est un joueur français de volley-ball né le 4 juillet 1975 à Saint-Brieuc (Côtes-d'Armor). Il mesure 1,88 m et joue passeur. 

## Clubs
| Club               | Pays   | De        | À         |
| ------------------ | ------ | --------- | --------- |
| Goëlo Saint-Brieuc | France | 1988-1989 | 1999-2000 |
| Nice Volley-Ball   | France | 2000-2001 | 2000-2001 |
| Rennes Volley 35   | France | 2001-2002 | 2003-2004 |
| Vannes Volley-Ball | France | 2004-2005 | 2007-2008 |
| Saint-Brieuc CAVB  | France | 2008-2009 | 2009-2010 |